# Двинская треть
Двинская треть — административно-территориальное образование в составе Устюжского уезда (по доекатерининскому делению).
Двинская треть находилась на севере Устюжского уезда, где сейчас находятся Красноборский, Котласский и Верхнетоемский районы Архангельской области. Название треть получила по реке Северной Двине. На севере Двинская треть граничила с Подвинской четвертью Важского уезда, на юге — с Южской и Сухонской третями.
Двинская треть делилась на 5 станов и 9 волостей: Белослудский, Комарицкий, Вондокурский, Кивокурский и Ярокурский станы, Вотложемскую, Шемогодскую, Дракованову Кулигу, Лябельскую, Пермогорскую, Сидорову Едому, Уфтюжскую, Черевковскую и Ягрышскую волости. В составе Белослудского стана входили 5 волостей. Комарицкий стан делился на два конца: в Верхнем конце было 4 волости, в Нижнем конце — 3 волости. В Кивокурском стане было 6 волостей.
Указом Петра I от 18 декабря 1708 года Россия была разделена на 8 губерний, территория Двинской трети отошла к городу Великому Устюгу Архангелогородской губернии. В 1780 году из земель входивших в Двинскую треть и большей части Устьянских волостей был образован Красноборский уезд в Вологодском наместничестве.